# Giacca di Thriller

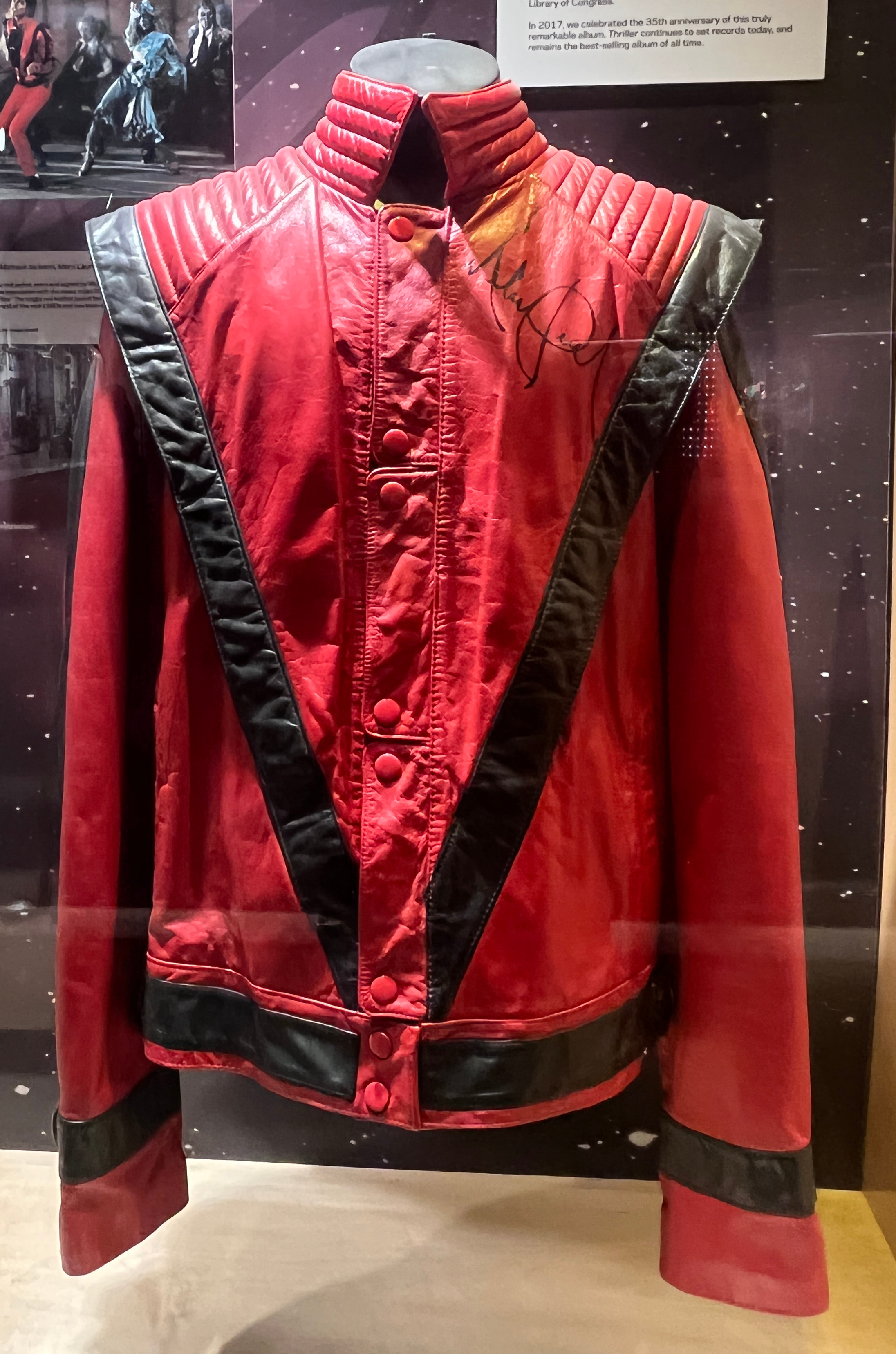

La giacca di Thriller è quella indossata dal cantante statunitense Michael Jackson nel videoclip della canzone Thriller del 1983. Si presenta come un giubbotto rosso con strisce in pelle di nappa nere che, assieme alle spalline, vengono a formare un triangolo invertito.

## Storia
La giacca venne disegnata dalla costumista Deborah Nadoolman, moglie del regista John Landis, e realizzata in una conceria di Solofra, in provincia di Avellino. Stando alle intenzioni di Nadoolman, l'abito aveva come scopo quello di far apparire più virile e robusto il cantante e di metterlo in risalto dalle ambientazioni buie del filmato.
Durante la metà degli anni ottanta vennero messe in commercio molte imitazioni della giacca di Jackson, ed è tutt'oggi considerata da molti suoi appassionati uno degli abiti più iconici da lui posseduti. Celebrità come Chris Brown e Kanye West hanno indossato vestiti molto simili.
Lo stilista Zaldy creò una giacchetta rossa quasi identica che Jackson avrebbe portato durante i concerti This Is It, previsti per il 2009 e il 2010, ma annullati in seguito alla morte dell'artista.
Nel 2011 la giacca di Thriller venne venduta all'asta presso Julien's Auctions per 1.8 milioni di dollari statunitensi. L'acquirente, un uomo di nome Milton Verret, la definì «il più grande cimelio della storia del rock 'n' roll». I proventi furono destinati al Shambala Animal Kingdom, dove vivevano le tigri del Bengala di Jackson quando lui lasciò Neverland Ranch nel 2006.